# Инстелова награда
Инстелова награда додељивана је за изузетан допринос српском песништву од 2003. до 2008. Пун назив награде је: Инстелова награда за поезију.
Награду је додељивала компанија „Инстел”, Нови Сад. Награда је установљена је 2002. Први пут је додељена 2003, а последњи пут 2008. Уручење награде приређивано је у свечаној сали Удружења књижевника Србије.
Награда се састојала од повеље, новчаног износа и штампања избора из поезије добитника. Осим наведеног, Инстелова награда подразумеваla je и објављивање књиге младог песника, по избору лауреата.

## Добитници
| Година | Добитник           | Дело                  |
| ------ | ------------------ | --------------------- |
| 2003.  | Душко Трифуновић   |                       |
| 2004.  | Перо Зубац         | Молитвеник сна        |
| 2005.  | Драгомир Брајковић | Причест у житном пољу |
| 2006.  | Добрица Ерић       |                       |
| 2007.  | Слободан Ракитић   |                       |
| 2008.  | Љубивоје Ршумовић  |                       |